# Tarik Ibn Ziad
Tarik Ibn-Ziad là một đô thị thuộc tỉnh Aïn Defla, Algérie. Dân số thời điểm năm 2002 là 9.739 người.